# Warning: Do Not Play
Pour plus de détails, voir Fiche technique et Distribution.
Warning: Do Not Play (암전, Amjeon) est un film sud-coréen réalisé par Kim Jin-won, sorti en 2019.

## Synopsis
Park Mi-jung, une jeune réalisatrice, prépare son prochain film. Elle entend parler d'un film d'horreur interdit réalisé huit ans auparavant par un certain Kim Jae-hyun et décide de faire des recherches dessus pour s'en inspirer.

## Fiche technique
- Titre : Warning: Do Not Play
- Titre original : 암전 (Amjeon)
- Réalisation : Kim Jin-won
- Scénario : Kim Jin-won
- Photographie : Yoon Young-soo
- Production : Won Jung-sim (producteur délégué)
- Pays :  Corée du Sud
- Genre : Horreur
- Durée : 86 minutes
- Dates de sortie : 
  -  Corée du Sud : 15 août 2019
  -  France : 6 mai 2020 (Internet)

## Distribution
- Seo Yea-ji : Park Mi-jung
- Jin Seon-kyu : Kim Jae-Hyun
- Kim Bo-ra : Ji-Soo
- Cha Yub : Kwang-bae
- Ji Yoon-ho : Joon-seo
- Joe Jae-young : Young-min
- Joo Jong-hyuk : Jung-min
- Tonmoy KD : Jack

## Distinctions
Le film a été présenté en sélection officielle en compétition au festival international du film fantastique de Gérardmer 2020.